# Oscar Mason
Oscar Mason (né le 25 mai 1975 à Varèse, en Lombardie) est un coureur cycliste italien, professionnel entre 1998 et 2005. 

## Biographie
Professionnel de 1998 à 2005 après avoir remporté le Baby Giro, Oscar Mason ne compte qu'un succès professionnel, le Tour des Abruzzes 2003.

## Palmarès

### Palmarès amateur
- 1993
  - Giro della Castellania
- 1996
  - 3e du Baby Giro
  - 3e du Triptyque ardennais
- 1997
  -  Champion d'Italie sur route espoirs
  - Gran Premio Palio del Recioto
  - Trofeo L'Eco del Chisone
  - 1re et 4e étapes du Triptyque ardennais
  - Baby Giro :
    - Classement général
    - 1re et 4eb (contre-la-montre) étapes

  - 2e du Trophée Edil C

### Palmarès professionnel
- 2000
  - 3e du Trofeo Melinda
  - 9e du Tour de Suisse
- 2003
  - Tour des Abruzzes
  - 3e de la Coppa Agostoni
  - 6e de la Flèche wallonne

## Résultats sur les grands tours

### Tour d'Espagne
2 participations
- 2003 : non-partant (4e étape)
- 2005 : abandon (4e étape)

### Tour d'Italie
5 participations
- 1998 : abandon (14e étape)
- 1999 : 25e
- 2002 : 56e
- 2003 : abandon (11e étape)
- 2004 : 30e